# (2467) Kollontai
(2467) Kollontai es un asteroide perteneciente al cinturón de asteroides, descubierto el 14 de agosto de 1966 por la astrónoma soviética Liudmila Chernyj desde el Observatorio Astrofísico de Crimea.

## Designación y nombre
Designado provisionalmente como  1966 PJ . Fue nombrado Kollontai en honor a la política comunista Aleksandra Kolontái.